# Coluna de Wellington

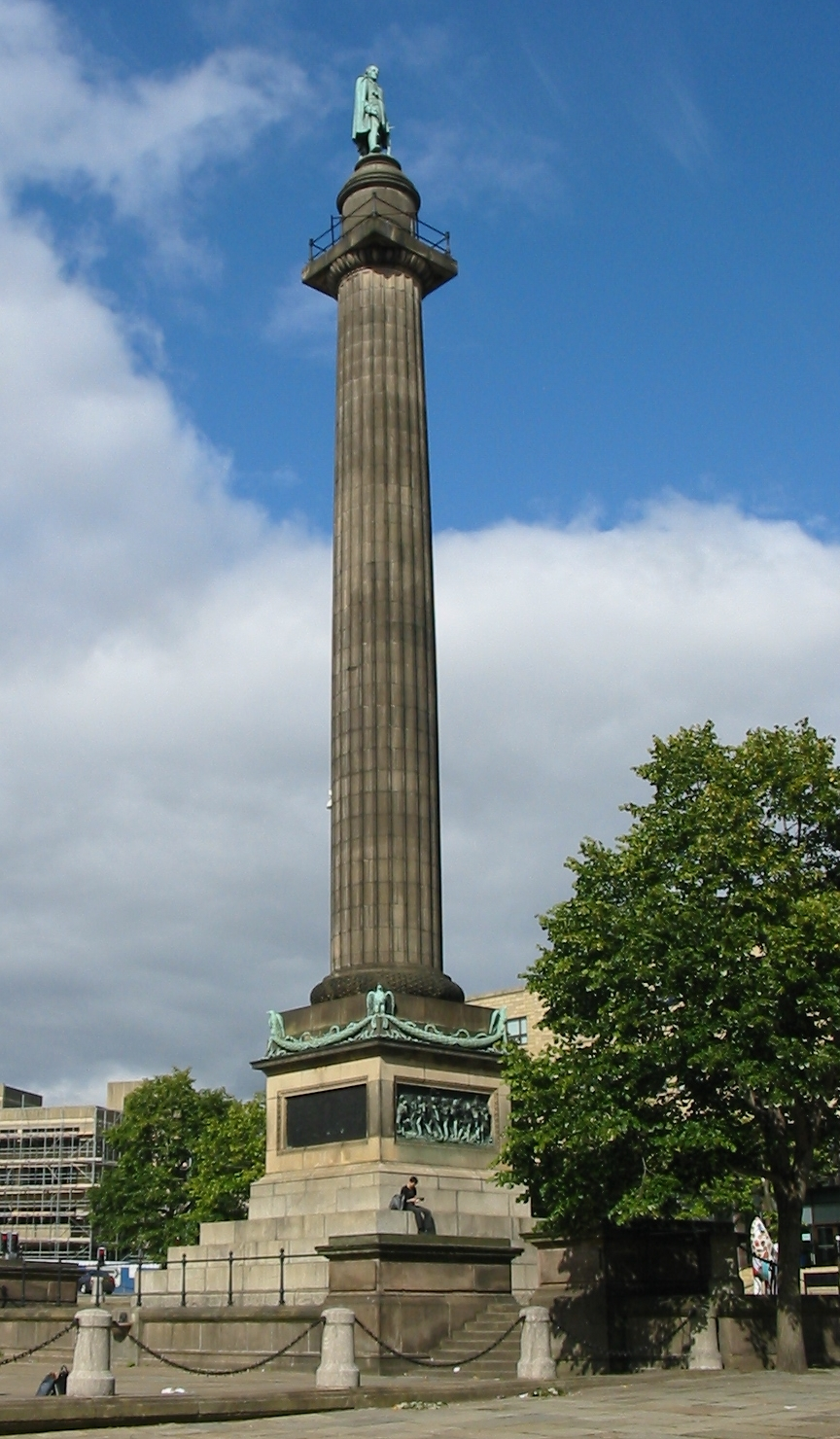
Coluna de Wellington

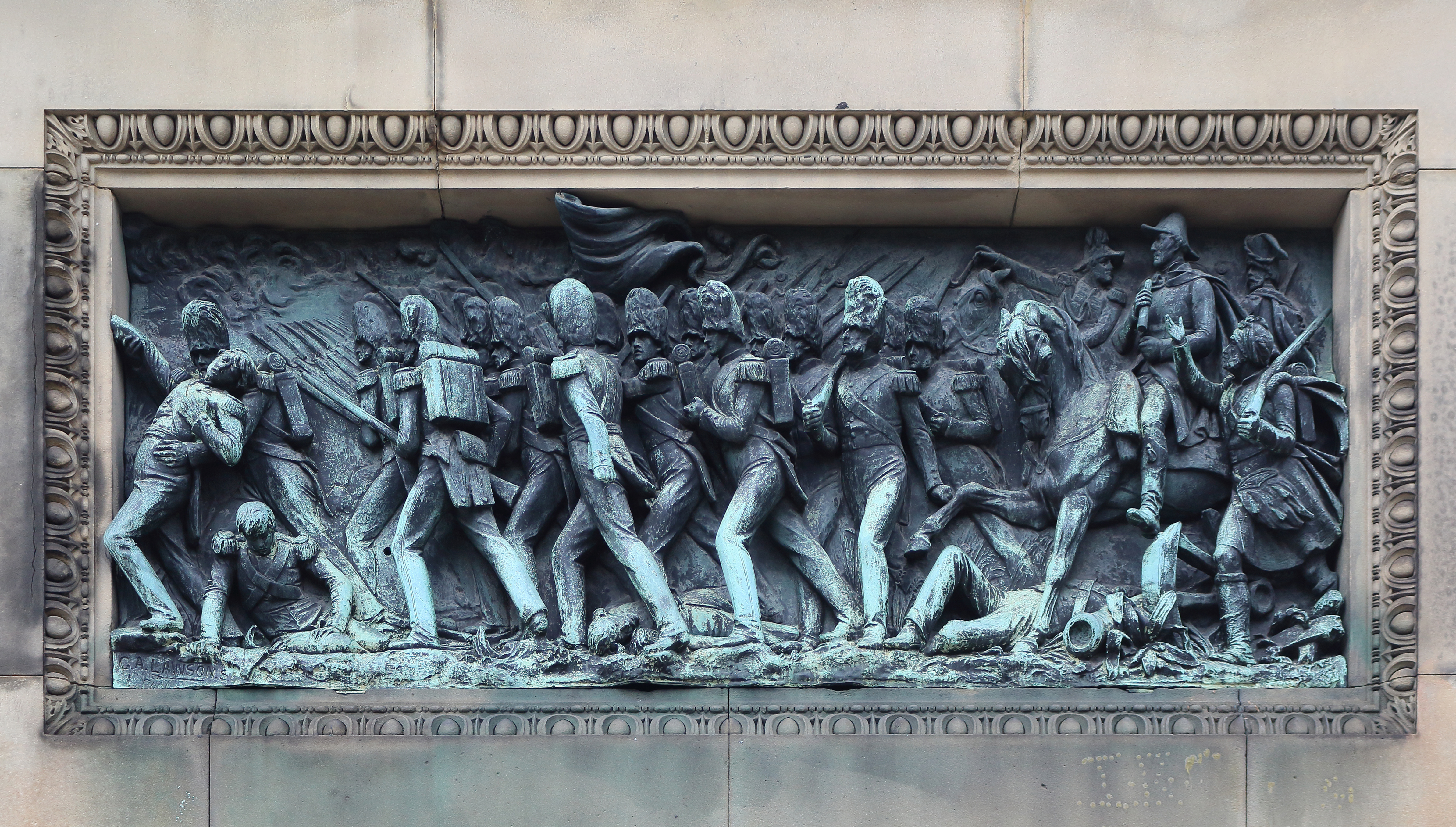
Detalhe do relevo na lateral da Coluna

Coluna de Wellington, ou o Waterloo Memorial, é um monumento ao Duque de Wellington na esquina de William Brown Street e Lime Street, Liverpool, Inglaterra. Foi designado pelo English Heritage como um edifício Grau II* na Listed building.

## História
Após a morte do duque em 1852, em comum com outras cidades, Liverpool decidiu erigir um monumento para celebrar suas conquistas. Uma comissão foi criada para organizar as subscrições públicas, mas o dinheiro demorou a chegar.  A competição foi criada em 1856 para encontrar um designer para a coluna, e este foi vencido pelo arquiteto Andrew Lawson de Edimburgo. Houve mais atrasos enquanto um local adequado foi encontrado, e em 1861 um segundo concurso, desta vez para a estátua do Duque, foi ganho por George Anderson Lawson, irmão do designer da coluna. O projeto da coluna e plinto se assemelha a do Monumento Melville comemorando Henry Dundas, Lord Melville em St. Andrew Square, Edimburgo, em si vagamente inspirado no Coluna de Trajano , em Roma. A pedra fundamental foi lançada em 1 de maio de 1861 pelo prefeito de Liverpool. Houve mais atrasos durante a construção do monumento devido à subsidência, e foi finalmente concluída no final de 1865. Estes atrasos resultaram em seu ser "um exemplo muito tardio de uma coluna de monumento para a Grã-Bretanha".

## Descrição
As fundações do monumento estão em arenito Runcorn, o pedestal é em granito e a própria coluna é em calcário Darley Dale. A altura total do monumento é de 132 pés (40,2 m), a coluna tendo 81 pés (24,7 m) de altura e a estátua 25 pés (7,6 m) de altura. Ele fica em uma base com um pedestal quadrado. Em cada lado do suporte está uma placa de bronze; nos cantos são águias de bronze unidas por guirlandas ao longo dos lados. De pé sobre o pedestal está uma coluna canelada no estilo dórico romano. Dentro da coluna estão 169 degraus que levam até uma plataforma de observação. No topo da coluna é um cilindro encimado por uma cúpula em que a estátua de bronze do Duque de pé. A estátua é feita de bronze derretido a partir de canhões capturados na batalha de Waterloo. O duque detém um rolo de papel em sua mão direita e a mão esquerda repousa sobre o punho da espada.
A placa de bronze no sul do pedestal é um relevo representando a carga final na batalha de Waterloo. Nas faces leste e oeste, as placas levam os nomes de batalhas vitoriosas do duque. O painel a leste lista as batalhas de Assaye, Talavera, Argaum, Buçaco, Roliça, Fuentes de Oñoro, Vimeiro, Cuidad Rodrigo, Porto e Badajoz; painel do oeste Salamanca, Bayonne, Vitória, Orthez, San Sebastián, Toulouse, Nivelle, Quatre Bras e Waterloo. Também em e ao redor da base do monumento são padrões pré- métricas de comprimento da Board of Trade, sendo os mais curtos em relevo sobre um painel de bronze. Situado no pavimento está uma tira de latão contendo a medida de 100 pés (30,5 m) e uma corrente de 100 ligações.
A estátua é incomum, pois não enfrenta qualquer grande edifício cívico ou via (como faz Coluna de Nelson em Londres). A estátua foi posicionada de frente para o sul-leste para que Wellington estivesse sempre olhando para o local de Waterloo - considerada sua maior vitória.